# Frans Deschoemaeker
Frans Deschoemaeker (Kortrijk, 8 september 1954) is een Vlaams dichter. Na achtereenvolgens te Bavikhove en te Kortrijk gewoond te hebben, koos hij in 1992 voor de Vlaamse Ardennen en vestigde hij zich te Oudenaarde. Tot 2015 was hij ambtenaar op het onderwijsministerie te Brussel.

## Levensloop
Deschoemaeker was redacteur van de literaire tijdschriften Filter en Nieuwe Stemmen en mede-oprichter/redacteur van Diogenes. Hij publiceerde kritische beschouwingen in onder meer Ons Erfdeel, Poëziekrant, Bibliotheek van de West-Vlaamse Letteren, en het Kritisch Lexicon van de Nederlandstalige literatuur na 1945.

## Publicaties
Hij schreef de volgende dichtbundels:
- Stroomafwaarts, Brugge, Orion-Colibrant, 1979.
- In de spiegelzalen van de herfst, Ertvelde, Van Hyfte, 1981.
- De onderhuidse lach van de landjonker, Tielt/Weesp, Lannoo, 1985.
- Beginselen van archeologie, Antwerpen/Amsterdam, Manteau, 1990.
- Perspectief met engel, Gent, Poëziecentrum, 2003.
- Onder de barnsteenroute, Gent, Poëziecentrum, 2011.

Werk van Frans Deschoemaeker is opgenomen in een vijftigtal bloemlezingen.

## Onderscheidingen
Hij ontving de volgende onderscheidingen:
- Poëzieprijs van de Vlaamse Club voor Kunsten, Wetenschappen en Letteren Brussel, 1978.
- Prijs voor Poëzie van de provincie West-Vlaanderen voor De onderhuidse lach van de landjonker, 1983.
- Maurice Gilliamsprijs van de Koninklijke Academie voor Nederlandse Taal- en Letterkunde voor Beginselen van archeologie, 1994.
- Arthur Merghelynckprijs van de Koninklijke Academie voor Nederlandse Taal- en Letterkunde voor Perspectief met engel (als manuscript onder de werktitel Hard stof), 1997.

Beginselen van archeologie werd ook genomineerd voor de Hugues C. Pernath-prijs en voor de Prijs van de Vlaamse Poëziedagen (in 1991).